# COVID-19-Pandemie in Ischgl

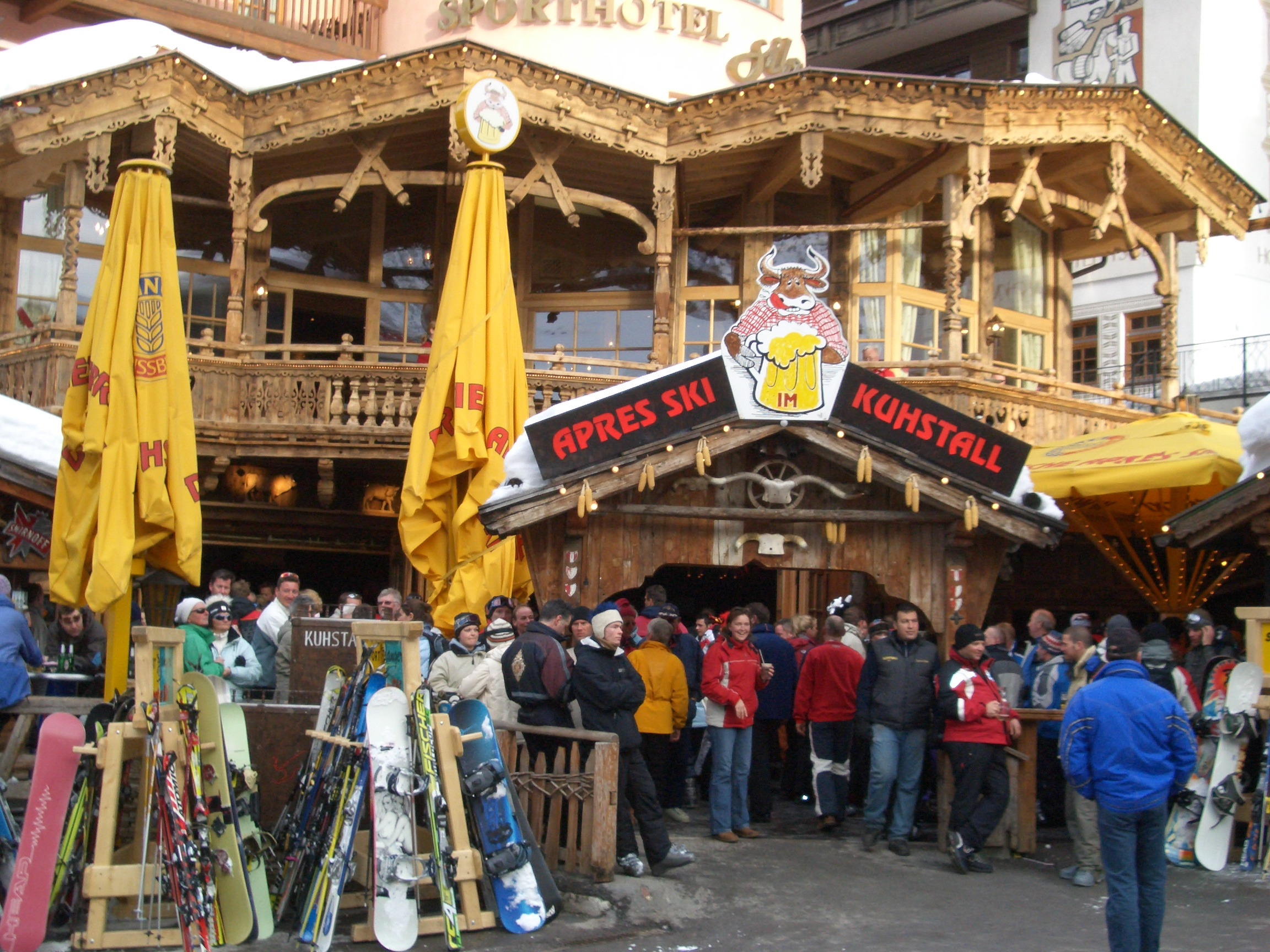
Das Apres Ski Lokal „Kuhstall“ in Ischgl wird vom gleichen Geschäftsmann betrieben wie das „Kitzloch“

Im Februar und März 2020 kam es im Wintersportort Ischgl in Tirol, Österreich zu einem Super-Spread des COVID19-Virus in der COVID-19-Pandemie. Die Ansteckungen in Ischgl trugen maßgeblich zur schnellen Verbreitung des Virus in Europa bei – mehr als 11.000 Corona-Infektionen waren zu Beginn der Pandemie auf Après-Ski-Partys in Ischgl zurückzuführen. In Österreich hielten sich am 9. April 2020 57 Prozent aller Infizierten zuvor in Ischgl auf; in Norwegen hatten sich fast die Hälfte aller Infizierten in Ischgl angesteckt, in Dänemark etwas mehr als die Hälfte.
Den Tiroler Behörden und der Politik wurde bewusste Manipulation und später Versagen vorgeworfen. Sie hätten Warnungen aus wirtschaftlichem Interesse ignoriert oder gar vorsätzlich verharmlost sowie zu spät den Betrieb von Bars und Seilbahnen eingestellt, so die zentralen Vorwürfe. Politische Konsequenzen blieben aus.

## Wirkung
Ischgl trug maßgeblich zur Verbreitung der Pandemie in Europa bei. Mehr als 11.000 Corona-Infektionen waren zu Beginn der Pandemie im Winter 2020 nach Recherchen des ORF auf Après-Ski-Partys in Ischgl zurückzuführen. In Österreich waren am 9. April 2020, 57 Prozent aller Infizierten zuvor in Ischgl, in Norwegen war es fast die Hälfte, in Dänemark etwas mehr als die Hälfte. In den Zahlen sind nicht die Menschen eingeschlossen, die sich in ihren Heimatländern durch Ischgl-Rückkehrende infiziert hatten.
Etwa 30 durch Ischgl erkrankte Menschen starben. Rund die Hälfte der Toten hatte sich laut der Österreichischen Verbraucherzentrale in Ischgl direkt infiziert, die andere Hälfte sei durch Rückkehrer angesteckt worden.

## Verlauf

### Januar 2020
Nach Berichten englischer Tageszeitungen soll sich bereits Mitte Jänner ein Brite in Ischgl angesteckt und so das Virus nach England gebracht haben.

### 3. März 2020
Am 3. März 2020 informierte eine isländische Reiseleiterin ein Ischgler Hotel, dass es in ihrer Reisegruppe zu zwei Coronafällen gekommen war. In der privaten Nachricht merkte sie an, dass im Flugzeug auch ein weiterer Mann aus Italien gewesen sei, der positiv auf COVID getestet worden sei.
Ebenfalls am 3. März übermittelten die Isländer den Tiroler Behörden Namen und Hotels der Betroffenen. Sie meldeten, dass die Infizierten nicht Teil einer Gruppe waren, sondern in fünf verschiedenen Hotels wohnten und keinen Kontakt untereinander hatten.
Ischgl wurde von Island als COVID-Risikogebiet eingestuft und steht damit auf gleicher Stufe wie das zentralchinesische Wuhan, wo es die ersten Corona-Fälle gab.

### 4. März 2020
Am 4. März stuften isländische Behörden Ischgl als Hochrisikogebiet ein, nachdem Urlaubsheimkehrer aus der Region positiv auf das Coronavirus SARS-CoV-2 getestet worden waren. Islands Chef-Epidemiologe Thorolfur Gudnason schrieb dazu eine Nachricht an die Bundesbehörde in Wien und eine ins Frühwarn- und Reaktionssystem (EWRS) der Europäischen Union zur Meldung von übertragbaren Krankheiten und Epidemien.

### 5. März 2020
Der Tourismusverband von Ischgl und die Pressestelle der Tiroler Landesregierung stimmten sich dahingehend ab, dass in Pressemeldungen angegeben wird, dass die Isländer sich im Flugzeug und nicht in Ischgl angesteckt hätten. Sachlich lag dafür kein Beweis vor. Franz Katzgraber, der Landessanitätsdirektor Tirols, sagte daraufhin, die Touristen aus Island hätten sich vermutlich im Flugzeug angesteckt.

### 6. März 2020
Die Tiroler Gesundheitsbehörden forderten die betroffenen Hotels zu Testung des Hotelpersonals auf. Zu diesem Zeitpunkt gab es laut dem Land Tirol keine Verdachtsfälle in oder aus Ischgl.

### 7. März 2020
Ischgl meldet den ersten offiziellen Corona-Fall. Ein deutscher Servicemitarbeiter der Après-Ski-Bar „Kitzloch“ wurde positiv auf das Virus getestet. Betreiber Peter Zangerl lässt die Bar desinfizieren und das Personal austauschen. Die Bar bleibt geöffnet.

### 8. März 2020
Am 8. März sagte eine Beamtin der Landessanitätsdirektion: „Eine Übertragung des Coronavirus auf Gäste der Bar ist aus medizinischer Sicht eher unwahrscheinlich.“ Gleichzeitig wird bekannt, dass die infizierten Isländer im „Kitzloch“ waren und sich drei weitere Erkrankte in Ischgl aufgehalten hatten.

### 9. und 10. März 2020
Nach dem Auftreten weiterer positiver Testergebnisse bei 15 Besuchern des Kitzloch, schlossen Behörden am 9. März die Bar und am 10. März dann alle Après-Ski-Lokale in Ischgl. Laut einem Polizeibericht ignorierten einige Lokale in Ischgl diese Verordnung und öffneten dennoch. Einer der Lokalbetreiber, die offen hielten, ist der Obmann des Tourismusverbands Ischgl-Paznaun, Alexander von der Thannen.
Der Tiroler Hotelier, Wirtschaftsbundobmann, Nationalratsabgeordnete und Chef der Tiroler Seilbahnbetreiber Franz Hörl (ÖVP) bat den Betreiber des „Kitzlochs“ Peter Zangerl in einer privaten SMS am 9. März 2020, die Bar zu schließen, um die Skisaison und den Ruf Tirols nicht zu gefährden. Der Geschäftsmann betreibt auch das Lokal „Kuhstall“ in Ischgl (Bild oben). Von Gefahren für die Urlauber schrieb Hörl nichts.
Eine Quarantäne für Ischgl soll es nicht geben, erklärt die Landesregierung an dem Tag.

### 12. März 2020
Am 12. März 2020 stritten im Innsbrucker Landhaus Landeschef Günther Platter und Seilbahn-Chef Franz Hörl laut Standard lautstark über das weitere Vorgehen in Tirol. Hörl soll im Sinne der Seilbahnen den Auftrag gehabt haben, die Landesregierung dazu zu bringen, eine weitere Woche Skibetrieb abseits der bereits aufgegebenen Quarantänegebiete zuzulassen. Platter war zu diesem Zeitpunkt das Ausmaß der sich anbahnenden Katastrophe offensichtlich klar und er wollte verhindern, dass es am kommenden Samstag erneut zum Urlauberwechsel kommt. Konkret hätte das 150.000 neue Touristen bedeutet, die sich in Tirol mit dem Virus infizieren hätten könnten. Hörl forderte eine weitere Woche bis 22. März 2020 für alle übrigen Tiroler Regionen den Skibetrieb weiter laufen zu lassen. Dänemark hatte zu diesem Zeitpunkt bereits eine explizite Reisewarnung für Tirol ausgesprochen.
Platter soll die Seilbahner vor die Wahl gestellt haben, sich zu fügen oder ohne sie zu agieren. Hörl gab später an, die Auseinandersetzung sei gesittet verlaufen.
Die Skisaison wird am 12. März 2020 von Platter offiziell vorzeitig beendet. Es dauert jedoch bis einschließlich zum 15. März 2020 bis überall die Skilifte tatsächlich stillstehen. In sozialen Netzwerken kursierten Fotos von Hunderten Skifahrern, die dicht gedrängt auf Sonnenterrassen neben der Piste in den Skigebieten bei Ischgl sitzen.

### 13. März 2020

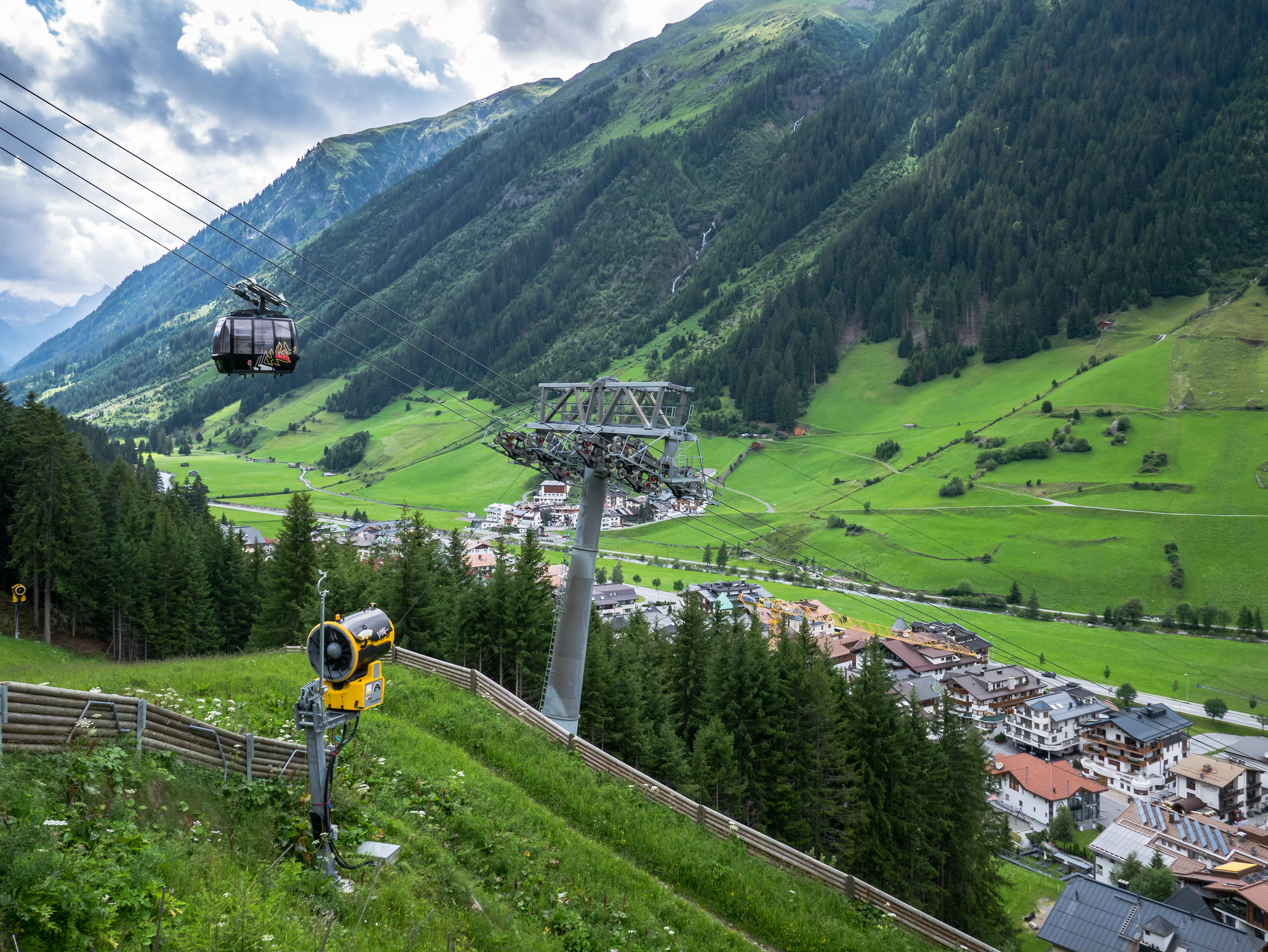
Panznauntal und Silvretta Bahn: Im März 2020 führten langwierige Kontrollen der abreisenden Urlauber an einem Checkpoint wenige Kilometer vor dem Talausgang zu chaotischen Staus.

Am 13. März 2020, zwei Wochen, nachdem Island die ersten Infizierten entdeckt hatte, wird das Skigebiets Ischgl inklusive Ischgl, das gesamte Paznaun, St. Anton am Arlberg und weitere Orte unter Quarantäne gestellt. Die Quarantäne dauerte bis zum 22. April 2020 und wurde von Bundeskanzler Sebastian Kurz angeordnet. Ausländische Besucher durften das Gebiet verlassen und sollten sich ohne Unterbrechung auf die Heimreise in häusliche Quarantäne begeben.
Zwar mussten die Urlauber einen Passierschein unterschreiben und zusichern, dass sie ohne weiteren Zwischenstopp zügig nach Hause reisen würden. Das war für viele am 13. März 2020 nicht möglich und so reisten hunderte Urlauber unkontrolliert nach ganz Europa aus. Viele mussten sich notgedrungen eine andere Unterkunft suchen oder unterwegs einkehren, da es am selben Tag an Reiseverbindungen fehlte. Einige Betroffene suchten sich selbst Übernachtungsmöglichkeiten und buchten sich in anderen Hotels, etwa in Innsbruck ein, um auf ihre Weiterverbindung zu warten.
Die überhastete Abreise vieler Touristen und langwierige Kontrollen am Checkpoint wenige Kilometer vor dem Talausgang führten zu chaotischen Staus, die die Rückreise zusätzlich hinauszögerten und erschwerte.

### 21. bis 27. April 2020
In einer Studie der Medizinischen Universität Innsbruck wurde die Bevölkerung Ischgls auf Antikörper gegen das Coronavirus getestet. 80 Prozent der Bevölkerung (1473 Personen, davon 214 Kinder) nahmen an der Untersuchung vom 21. bis 27. April 2020 teil. 42,4 Prozent der Getesteten hatten Antikörper gegen das Virus, die bis dahin weltweit höchste gefundene Quote. In der Altersgruppe unter 18 Jahren waren 27 Prozent positiv. Nur 15 Prozent der positiv auf Antikörper getesteten Personen waren zuvor mit dem PCR-Test positiv getestet worden und gehörten damit zu den offiziell gemeldeten Erkrankten. Die Anzahl tatsächlich Infizierter war damit sechsmal höher (bei der Gruppe unter 18 Jahren zehnmal höher) als die der zuvor mit dem PCR-Test positiv getesteten Personen. Bei den positiv auf Antikörper getesteten Personen gaben die meisten an, als Symptome Störung von Geschmacks- und Geruchssinn und danach Fieber und Husten wahrgenommen zu haben. In der Gruppe unter 18 Jahren verlief die Erkrankung meist ohne Symptome. Nur neun der Studienteilnehmer mussten im Krankenhaus behandelt werden. Trotz der hohen Antikörperpositivität der Ischgler Bevölkerung sei dort keine Herdenimmunität erreicht worden. Entscheidend für den Rückgang der Fälle seien die Quarantäne und die soziale Distanz gewesen. Die Studie diente auch der Beurteilung von Testverfahren für COVID-19. Wie lange Träger von Antikörpern gegen das Coronavirus vor COVID-19 geschützt sind, wurde mit dieser Studie nicht aufgeklärt.
Eine zweite Studie der Medizinischen Universität Innsbruck im November 2020 zeigte eine Seroprävalenz von 45,4 Prozent. Die zweite COVID-Welle in Österreich Ende 2020 breitete sich in Ischgl nicht aus.

### Auswirkungen auf das Pandemiegeschehen
Laut einer Recherche des Spiegel sollen mehr als 11.000 Infektionen auf den Ort zurückzuführen sein. Die Staatsanwaltschaft Innsbruck führte Ermittlungen durch, ob rechtswidrige Handlungen im Urlaubsort zur Ausbreitung der Epidemie geführt haben. Anfang Juni 2021 wurden die Untersuchungsergebnisse an die Oberstaatsanwaltschaft weiter geleitet.
Für Österreich gab die Agentur für Gesundheit und Ernährungssicherheit am 9. April 2020 an, dass sich 625 Personen, das entspricht 57 Prozent der bis dato untersuchten Fälle, in Ischgl infiziert hatten. Auch die Verbreitung des Virus in Island ließ sich Anfang März maßgeblich auf Ischgl zurückführen. Von 1198 in Norwegen bestätigten Infektionen ließen sich zu dieser Zeit fast 500 auf Österreich zurückführen, die meisten auf das Paznauntal. Von 262 Infizierten in Dänemark ließ sich mehr als die Hälfte direkt und indirekt nach Ischgl zurückverfolgen. In Deutschland wurden Anfang April über 130 Infizierte auf Ischgl zurückgeführt. Eine Studie des Kieler Weltwirtschaftsinstituts belegt, dass Ischgl den größten Einfluss auf das Infektionsgeschehen in Deutschland hatte. Hinzu kommen Infizierte in Schweden, England und Irland, die sich nach Angaben der jeweiligen nationalen Gesundheitsämter in Ischgl angesteckt haben. Auch bei Infektionen in Ländern anderer Kontinente, wie Kambodscha, Australien, Simbabwe, Brasilien und Hongkong, konnte eine von Ischgl ausgehende Ansteckungskette belegt werden. Das deutsche Nachrichtenmagazin Der Spiegel brachte im Zuge einer ausführlichen Recherche mehr als 11.000 Infektionsfälle mit Ischgl in Verbindung. Bis Mitte August 2020 verloren 30 Personen im Zusammenhang mit den von Ischgl ausgehenden Infektionen ihr Leben.
Am 24. Mai 2020 erschien eine „Studie des Kieler Instituts für Weltwirtschaft (IfW)“, der zufolge die geografische Nähe zu Ischgl einer der Hauptrisikofaktoren für eine vergleichsweise hohe Infektionsrate der dort lebenden Deutschen war. Das IfW hatte Daten des Robert Koch-Instituts aus den 401 deutschen Landkreisen ausgewertet und damit die Bedeutung von Ischgl als Brennpunkt der Verbreitung des neuartigen Coronavirus SARS-CoV-2 in Deutschland untermauert. Insbesondere wurde festgestellt, dass deutsche Landkreise, die näher am Brennpunkt Ischgl lagen, systematisch höhere Infektionsraten als weiter entfernte aufwiesen. Untersuchungen der Wissenschaftler in den Regionen Heinsberg (Nordrhein-Westfalen/Deutschland) und Mulhouse (Grand Est/Frankreich), die ebenfalls stark von Corona betroffen waren, zeigten, dass die Vorkommnisse dort nicht in dem Maße zur Ausbreitung der Infektionskrankheit in Deutschland beitrugen, wie die von Ischgl. Für Deutschland galt offenbar: „Je weiter ein Landkreis von Ischgl weg liegt, desto weniger hat es ihn getroffen.“ Eine weitere Ausbreitung der COVID-19-Pandemie in Deutschland konnte erst durch einschneidende Maßnahmen im Rahmen eines Lockdowns verhindert werden.

### Mediale Rezeption
In- und ausländische Medien übten vor dem Hintergrund der bereits Anfang März von Island gemeldeten Coronafälle teils heftige Kritik an der Fortführung des Skibetriebs in Ischgl bis zum 13. März und am Vorgehen der Tiroler Verantwortlichen.
Als Grund für das lange Abwarten der Landesbehörden Tirols wurde und wird vielfach Rücksicht auf das Gewinnstreben der Liftbetreiber und Hoteliers angenommen. Thomas Mayer (Der Standard) kommentierte: „Die Gier hat die Verantwortung für die Gesundheit der Bürger und der Gäste besiegt.“
Die Tageszeitung Der Standard kommentierte das Verhalten der Tiroler Behörden mit „Gier und Versagen in Tirol“; sie kritisierte, dass diese die Gäste nicht in Ischgl isolierten und dass sie nicht sofort den Skibetrieb einstellen ließen. Im ZDF Magazin Royale vom 12. März 2021 befasste sich Jan Böhmermann u. a. mit dem Thema Corona-Brennpunkt Ischgl.

## Rechtliche Aufarbeitung

### Ermittlungen der Staatsanwaltschaft Innsbruck
Die Staatsanwaltschaft Innsbruck nahm Ermittlungen auf, um zu klären, ob ein Gastronomiebetrieb den Behörden die meldepflichtige Erkrankung bewusst verheimlicht hat. Auslöser der Ermittlungen war ein Bericht des ZDF, demzufolge die Infektion eines Mitarbeiter mit dem Virus SARS-CoV-2 dem Lokalbetreiber zwar bereits Ende Februar 2020 bekannt gewesen sei, dieser aber weder die Erkrankung noch die Kontaktpersonen des Mitarbeiters an die zuständige Gesundheitsbehörde gemeldet hätte. Außerdem stand der Vorwurf im Raum, ein Arzt habe falsche Atteste ausgestellt; die Ärztekammer leitete im April 2020 ein Verfahren ein, um das zu prüfen.
Fünf Personen führte die Innsbrucker Staatsanwaltschaft bei Abschluss der mehr als einjährigen Ermittlungen als Beschuldigte. Darunter sind Tirols höchster Beamter, Landesamtsdirektor Herbert Forster (ÖVP) der für Ischgl verantwortliche Landrat (Österr. Bezirkshauptmann) von Landeck, Markus Maaß, zwei Beamte der Bezirksverwaltungsbehörde Landeck (Bezirkshauptmannschaft) sowie der Ischgler Bürgermeister Werner Kurz (ÖVP nah). Bei den fünf Beschuldigten stand der Vorwurf im Raum, zu spät und nicht umfassend genug auf den Corona-Ausbruch in Ischgl und im Paznauntal reagiert zu haben.
Die Polizei legte der Innsbrucker Staatsanwaltschaft am 5. Mai 2020 einen detaillierten, etwa eintausendseitigen Zwischenbericht vor. Nach Durchsicht der Akten werde entschieden, ob ein begründeter Verdacht der „Gefährdung durch ansteckende Krankheiten“ vorliegt. 321 Personen, die sich in anderen Tiroler Skiorten mit dem neuartigen Coronavirus angesteckt hatten, schlossen sich dem Verfahren an.
Am 2. Juni 2021 wurde bekanntgegeben, die Ermittlungen seien nun abgeschlossen. Mit welchem Ergebnis, wurde aber nicht mitgeteilt.
Am 24. November 2021 gab die Staatsanwaltschaft Innsbruck bekannt, dass sie die
Strafermittlungen gegen fünf Amtsträger ohne Anklage eingestellt hat. Begründet wurden die Einstellungen der Ermittlungen damit, dass es keine Beweise für schuldhafte Handlungen und Unterlassungen gebe, die zu einer Erhöhung der Ansteckungsgefahr geführt hätten. Zu diesem Ergebnis kam die Staatsanwaltschaft bereits Ende Mai 2021; das Ermittlungsergebnis sei nun aber durch die Oberstaatsanwaltschaft Innsbruck, das Bundesministerium für Justiz und dem Weisungsrat des Justizministers überprüft worden.
Die Ermittlungsakten umfassen 15.000 Seiten mit Protokollen, Berichten und sonstiges Beweismaterial. Um die Abläufe nachvollziehen und bewerten zu können, wurden 27 Personen durch die Staatsanwaltschaft vernommen. Auch die Erkenntnisse einer vom Land Tirol eingesetzten Expertenkommission seien berücksichtigt worden. Es konnten jedoch keine Beweise für strafbare Handlungen und Unterlassungen festgestellt werden, die zu einer Erhöhung der Ansteckungsgefahr in Ischgl geführt hätten. Ebenso sei kein vorsätzliches Versagen, aber eine Fehleinschätzung der zuständigen Behörden ursächlich.
Geprüft worden sei, ob nach Bekanntwerden der ersten Infektionsfälle rechtzeitig und umfassend Verordnungen zur Schließung von Lokalen und zur Einstellung des Skibetriebs in Ischgl ebenso wie Maßnahmen zu weiteren Verkehrseinschränkungen in Ischgl sowie die Anordnung einer Quarantäne im Paznauntal erlassen bzw. angeordnet worden seien. Laut einer Expertise sei kein Versagen, aber eine Fehleinschätzung der zuständigen Behörden ursächlich.
Der Verbraucherschutzverein (VSV) kritisierte die Entscheidung der Staatsanwaltschaft Innsbruck; gleichzeitig kündigte dessen Obmann Peter Kolba das Einreichen eines Antrags zur Fortführung der Ermittlungen bei der Staatsanwaltschaft an.

### Zivilrechtliche Klagen
Beim österreichischen Verbraucherschutzverein meldeten sich bis zum Sommer 2020 über 6.100 Menschen und Angehörige gemeldet, die nach einem Skiurlaub in Tirol an Covid-19 erkrankten. Drei Viertel der registrierten Betroffenen waren in Ischgl. 232 Menschen verklagten deshalb die österreichischen Behörden auf Millionensummen. Im September 2020 brachte der von Peter Kolba ins Leben gerufene Verbraucherschutzverein im Namen betroffener Ischgl-Touristen vier Amtshaftungsklagen gegen die Republik Österreich und das Land Tirol eingereicht, die Musterurteile im Hinblick auf Sammelklagen liefern sollen.
Im Mai 2023 wiesen die österreichischen Gerichte ausnahmslos alle Klagen zurück. Im Dezember 2023 zog ein Betroffener vor den Europäischen Gerichtshof für Menschenrechte.

## Weitere Aufarbeitung

### Politische Aufarbeitung
Von Mai bis Oktober 2020 beschäftigte sich ein Untersuchungsausschuss des Tiroler Parlaments mit den Versäumnissen in Ischgl und der Rolle politischer Entscheidungsträger. Er wurde am 11. Oktober 2020 der Öffentlichkeit vorgestellt. „Auf 287 Seiten dokumentiert das Gremium, wie das Behördenversagen den“Ballermann der Alpen„zur Corona-Drehscheibe werden ließ.“ kommentierte die Deutsche Welle.
Der Bericht geht auf das Krisenmanagement in dieser Phase ein und konstatiert offenbare „schwerwiegende Versäumnisse“: Die Presseerklärungen des Landes Tirol seien „falsch und damit schlecht“, die vorläufige Wiederaufnahme des Betriebs in der Après-Ski-Hütte „Kitzloch“ ein Fehler, und die Entscheidung, die Skilifte am 13. März 2020 zu schließen, verspätet gewesen.
Aus dem Bericht geht auch das Zuständigkeits-Chaos politischer Entscheider hervor: Der Österreichische Bundeskanzler Sebastian Kurz kündigte die Quarantäne am 13. März 2020 in einer Pressekonferenz um 14.15 Uhr an, obwohl er nicht zuständig und das Vorgehen nicht mit den lokalen Behörden abgestimmt war. Dies sei „nicht nur faktisch, sondern auch rechtlich problematisch“, heißt es im Bericht der Kommission. Letztlich habe Kurz’ Ankündigung „eine sinnvolle epidemiologische Kontrolle behindert“.

### Künstlerische Aufarbeitung
Der Tiroler Theatermacher und Kabarettist Xaver Schumacher schrieb ein Solo-Programm namens Ischgl, das im Februar 2022 Premiere feierte und unter anderem im Treibhaus Innsbruck und im Kabarett Niedermair in Wien aufgeführt wurde. Schumacher setzt sich darin mit den Ereignissen aus dem Frühjahr 2020 in Ischgl und den Folgen auseinander. Bei dem Stück, das im österreichischen Standard als „bitterböse Abrechnung“ bezeichnet wurde, führte die Hamburger Regisseurin Meera Theunert Regie.

### Sprachgebrauch
In der Corona-Pandemie sind in Medien und in politischen Debatten Orte, von denen ein ähnliches Ausbruchsgeschehen ausgehen könnte, warnend als „zweites Ischgl“ bezeichnet worden.

## Politische Konsequenzen

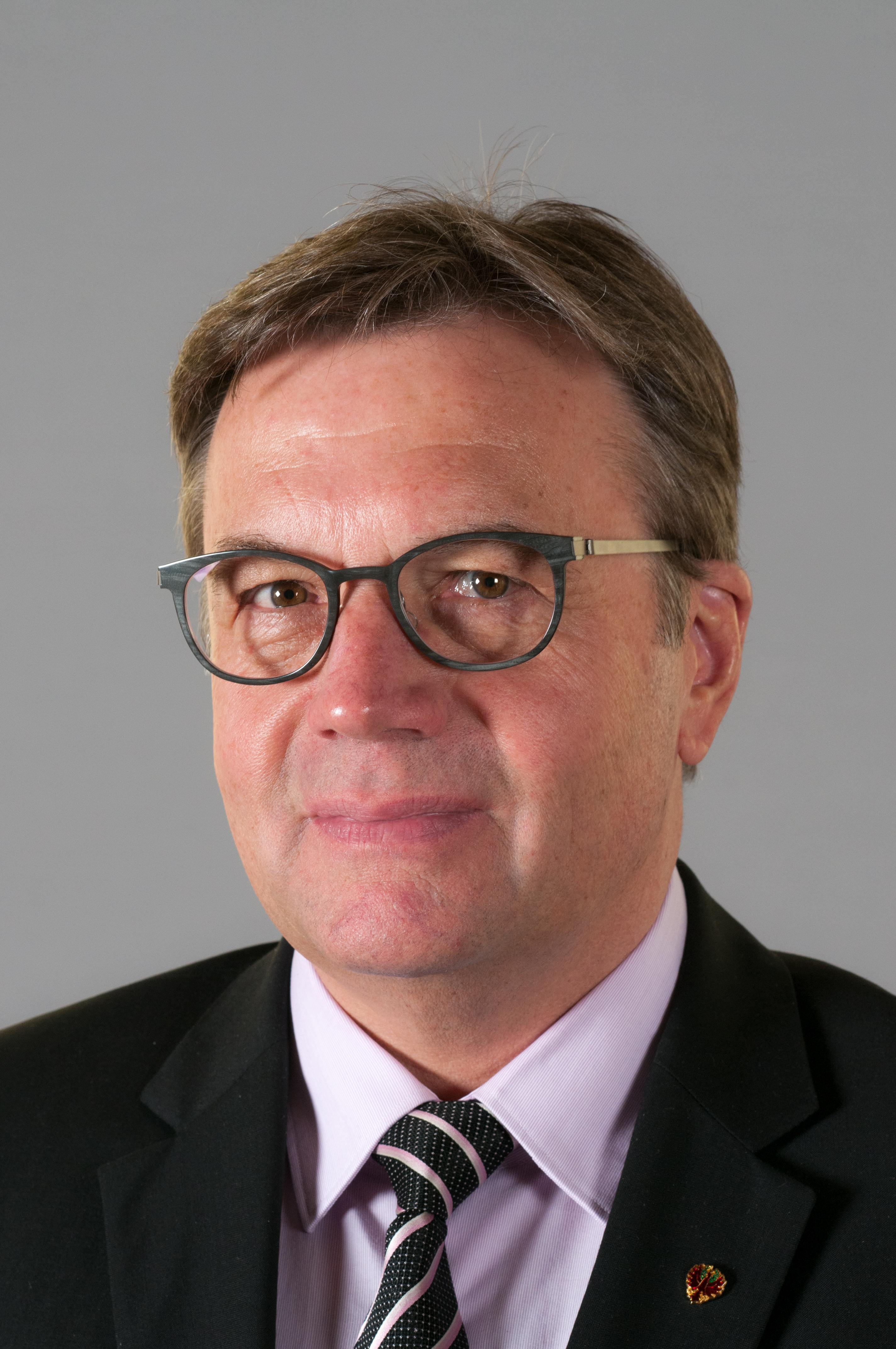
Damaliger Tiroler Landeschef Günther Platter, 2017

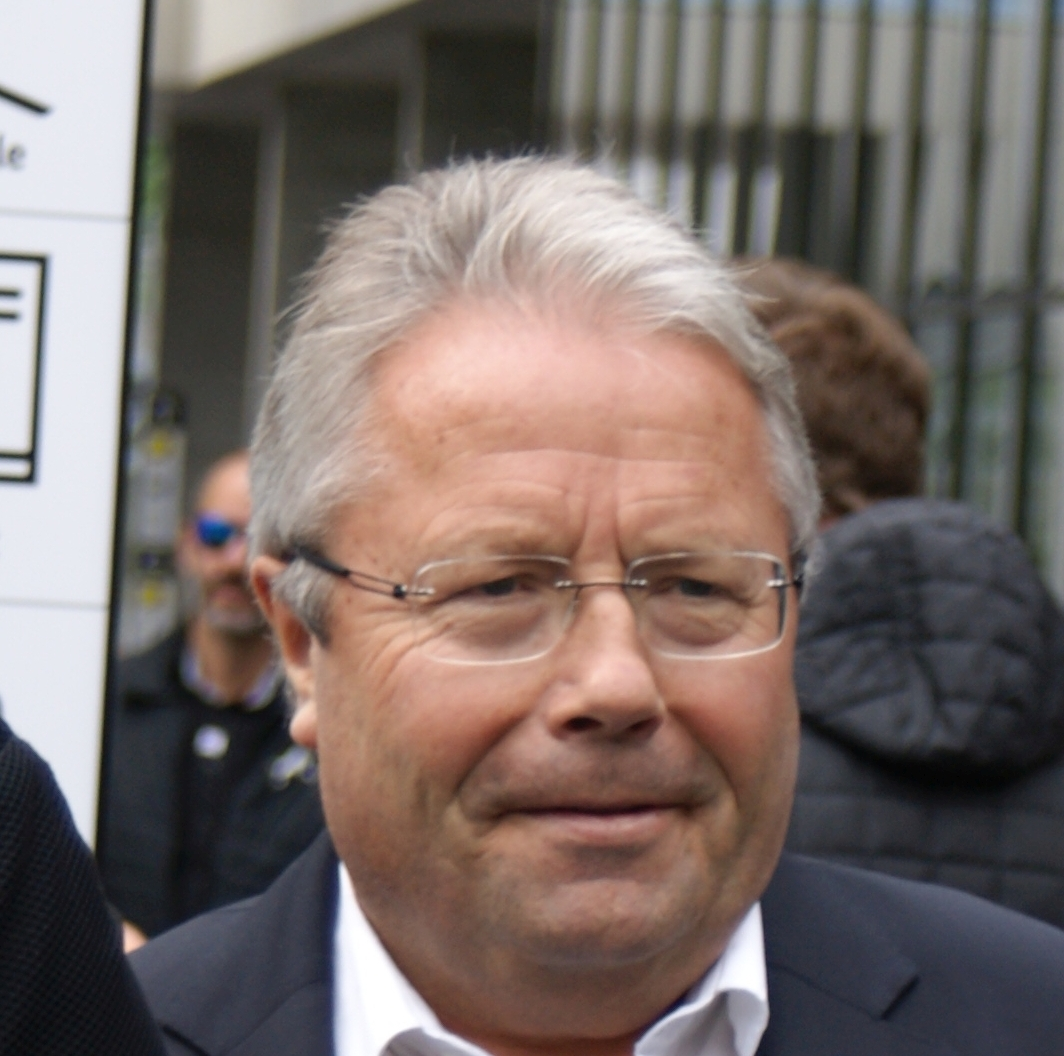
Franz Hörl anlässlich der Eröffnung der Valiserabahn in Sankt Gallenkirch (2022)

Keiner der in der Ischgler-Pandemie-Prävention involvierten Entscheidungsträger in Politik oder Wirtschaft zog Konsequenzen im Bezug auf sein Amt.
Die politische Opposition in Tirol von SPÖ, FPÖ, Neos und Liste Fritz forderte im Mai 2020 die Bildung einer unabhängigen Untersuchungskommission. Am 3. Juni 2020 nahm eine Untersuchungskommission unter dem Vorsitz des ehemaligen Vizepräsidenten des Obersten Gerichtshofes, Ronald Rohrer, ihre Arbeit auf; sie legte am 12. Oktober 2020 ihren Endbericht vor (siehe Abschnitt Politische Aufarbeitung).
Dei Opposition forderte auch den Rücktritt von Gesundheitslandesrat Bernhard Tilg. Der Tiroler Gesundheitsminister (Österr. Gesundheitslandesrat) Bernhard Tilg (ÖVP) stand besonders in der Kritik. Er lehnte einen Rücktritt ab und behauptete, „alles richtig gemacht“ zu haben. Tilg wiederholte die Aussage in Österreichs wichtigster Nachrichtensendung Zib2 am 16. März 2020 elfmal hintereinander. Nach einer undurchsichtigen Auftragsvergabe über 8 Millionen Euro schied er 2021 aus der Landesregierung aus und wurde Vizedirektor der Tiroler Privatuniversität UMIT in Hall in Tirol, wo er sich um die „enge Zusammenarbeit mit den Gesundheitseinrichtungen und der Gesundheitswirtschaft in Tirol“ bemühen wollte.
Der Tiroler Hotelier, Wirtschaftsbundobmann, Nationalratsabgeordnete und Chef der Tiroler Seilbahnbetreiber Franz Hörl (ÖVP) stritt sich mit Platter, weil er die vorzeitige Beendigung der Saison in Tirol hinauszögern wollte. Als am 13. März Landeshauptmann Platter das vorzeitige Aus der Tiroler Wintersaison verkündet, sagte Hörl, dass er sich das am Tag zuvor nicht habe vorstellen können. Dem entgegen warnte er vor genau diesem Szenario den Betreiber des Kitzlochs in zwei SMS am 9. März 2020.
Auch der Bürgermeister von Ischgl, Werner Kurz gab in einem Interview mit dem Bayerischen Rundfunk an, richtig gehandelt zu haben.
Nachdem die Gefahren der Pandemie offensichtlich waren, nahm im Sommer 2020 der Chef der Tiroler Landesregierung, Landeshauptmann Günther Platter, eine kleine Kurskorrektur vor: der ÖVP-Politiker der räumte Fehler ein, versicherte aber, alle Entscheidungen seien „nach bestem Wissen und Gewissen“ getroffen worden. Platter wies nach Recherchen des Magazins Profil den Landrat (Österr. Bezirkshauptmann) der Stadt Landeck an, von ihm herausgegebene Pressemitteilungen zu schönen, um Ischgl „aus dem Schussfeld“ zu nehmen.
ÖVP-Bundeskanzler Sebastian Kurz hatte ohne Absprache mit lokalen Behörden am 13. März 2020 die Quarantäne für Ischgl erklärt. Später im Jahr stellte er ein „Sicherheitskonzept“ vor, mit dem Ischgl die Wintersaison 2020/21 durchführte und sagte „Reisewarnungen gefährden Arbeitsplätze“.